# Calle Relator
La calle Relator es una vía pública de la ciudad española de Sevilla.

## Descripción
La vía discurre desde la alameda de Hércules hasta la calle San Luis, donde conecta con Fray Diego de Cádiz. Aparece descrita en la Noticia histórica del origen de los nombres de las calles de esta ciudad de Sevilla (1839) de Félix González de León con las siguientes palabras:

Calle del Relator. Es del cuartel C. y de la parroquia Omnium Santorum. No sé el origen del nombre. Es una calle ancha y corta que pasa por el costado de san Basilio, de la calle Honda, à calle Gallinas.
(González de León, 1839, p. 401)